# Toretocheilum absidatum
Toretocheilum absidatum är en mossdjursart som beskrevs av Rogick 1960. Toretocheilum absidatum ingår i släktet Toretocheilum och familjen Lacernidae. Inga underarter finns listade i Catalogue of Life.